# Mycaranthes nieuwenhuisii
Mycaranthes nieuwenhuisii är en orkidéart som först beskrevs av Johannes Jacobus Smith, och fick sitt nu gällande namn av Stephan Rauschert. Mycaranthes nieuwenhuisii ingår i släktet Mycaranthes och familjen orkidéer. Inga underarter finns listade i Catalogue of Life.